# Nkongbassi
Nkongbassi ou Nkongbassi - Salaka est un village de la Région du Littoral au Cameroun, situé dans la commune de Loum, sur le site Communes et villes unies du Cameroun (CVUC).

## Population et développement
En 1968, la population de Nkongbassi était de 149 habitants, essentiellement des Babong. Elle était de 318 lors du recensement de 2005.